# Opòssum cuacurt de Reig
L'opòssum cuacurt de Reig (Monodelphis reigi) és una espècie d'opòssum de Sud-amèrica descoberta el 2004. Fins ara només se'l coneix de boscos montans al Parc Nacional de Canaima (Veneçuela), a una altitud de 1.300 metres a la Sierra de Lema. Fou anomenat en honor del biòleg argentí Osvaldo Reig.